# Parahollardia schmidti
Parahollardia schmidti är en fiskart som beskrevs av Loren P. Woods 1959. Parahollardia schmidti ingår i släktet Parahollardia och familjen Triacanthodidae. Inga underarter finns listade i Catalogue of Life.